# Konstal 14N
Konstal 14N je typ tramvaje vyrobený polským podnikem Konstal ve třech prototypech v letech 1963 a 1967. Jednalo se o tramvaj odvozenou ze standardního vozu Konstal 13N provozovaného ve Varšavě. Konstal 14N měl být zjednodušenou verzí určenou pro další polská města.

## Konstrukce
14N vychází ze svého předchůdce, tramvaje Konstal 13N, a je dalším členem typové řady tramvají odpovídajících československé tramvaji Tatra T1. To znamená, že jde o jednosměrný jednočlánkový motorový tramvajový vůz se dvěma dvounápravovými podvozky a podlahou v jedné úrovni. Všechna dvojkolí jsou poháněna stejnosměrnými elektromotory. Na pravé straně vozové skříně má vůz troje skládací elektricky poháněné dveře. Oproti tramvajím 13N bylo využité přímé startování elektromotorů. Napájecí napětí činí pro výzbroj 600 V stejnosměrného proudu. Proud je z trolejového vedení odebírán pantografem.
Prototypové motorové vozy se vyznačovaly několika konstrukčními řešeními. První prototyp z roku 1963 nemohl být provozován v soupravě s jinou tramvají, zatímco druhý prototyp z roku 1967 byl již vybaven zásuvkami mnohočlenného řízení. Kromě motorových tramvaji v roce 1967 byl vyroben prototyp vlečného vozu typu 14ND.

## Dodávky a provoz
| Současný stát | Město                | Článek | Typ  | Roky dodávek | Počet vozů | Evidenční čísla při dodání | Poznámky                                                             | Zdroj |
| ------------- | -------------------- | ------ | ---- | ------------ | ---------- | -------------------------- | -------------------------------------------------------------------- | ----- |
| Polsko        | katovická aglomerace | článek | 14N  | 1963, 1967   | 2          | 129, 140                   | prototypy, po roce 1969 byl vůz ev. č. 140 rekonstruován na typ 13NS | [ 3 ] |
| Polsko        | katovická aglomerace | článek | 14ND | 1967         | 1          | 141                        | prototyp, po roce 1969 byl vůz rekonstruován na typ 13NSD            | [ 3 ] |

První prototyp 14N byl dodán do katovické aglomerace, kde obdržel ev. č. 129. Byl vyřazen z provozu v roce 1971 nebo v roce 1975 a sešrotován. Druhý prototyp a vlečný vůz byly rovněž dodány do katovické aglomerace. Motorový vůz 14N obdržel číslo 140 a vlečný číslo 141. Vzhledem k různým problémům (brzdy vlečného vozu, elektrická výzbroj) byly prototypy 14N a 14ND rekonstruovány na typy 13NS resp. 13NSD, a to nasazením elektrické vyzbroje s odporovou stykačovou regulací.